# Ingrid Wetterhall-Mautner
Ingrid Elisabet Hillevi Wetterhall-Mautner, född 5 juni 1904 i Västervik, död 28 december 1990 i Lund, var en svensk målare och tecknare.
Hon var dotter till källarmästaren Sven-Adolf Wetterhall och Gunhild Såndberg och gift med Richard Mautner. Hon studerade konst vid Skånska målarskolan i Malmö och vid Otte Skölds målarskola i Stockholm innan hon fortsatte sina studier i Paris för Marcel Gromaire 1939 och för André Lhote 1948–1949 och genom ett stort antal studieresor till bland annat Tyskland, Nederländerna, Belgien och Grekland. Hon började sin konstnärsbana som porträttecknare men gick efterhand över till att bli en abstrakt kolorist. Tillsammans med sin man ställde hon ut i Lund och separat ställde hon bland annat ut på Galleri Qualité i Malmö 1964 och på Galérie la Voulte i Lund 1965. Hennes konst består av porträtt landskap utförda i olja eller gouache samt teckningar. Wetterhall-Mautner är representerad vid Malmö museum. Hon är begravd på Norra kyrkogården i Lund.